# Winstmaximalisatie
In de economie is winstmaximalisatie het proces waarbij een onderneming de combinatie van prijs en productieomvang bepaalt die de grootste winst oplevert. Er zijn verschillende benaderingen voor dit probleem:
1. Totale ontvangsten - totale kosten: de winst is gelijk aan de omzet minus kosten en men richt zich op het maximaliseren van dit verschil.
2. Marginale opbrengst - marginale kosten: de totale winst bereikt haar maximale waarde als de marginale opbrengst gelijk is aan de marginale kosten.